# پلی اند وین
پلی اند وین (انگلیسی: Play & Win) یک گروه موسیقی خواننده-ترانه‌نویس و تهیه‌کننده موسیقی اهل رومانی است که در سال ۲۰۰۰ میلادی تشکیل شد. این گروه متشکل از سه موسیقی‌دان مارسل بوتزان، رادو بولفئا و سباستین باراک است و در طول حرفه خود با هنرمندانی مانند اینا و اکسنت همکاری داشته‌اند.